# لينيكر ناكاموتا
لينيكر ناكاموتا (11 يناير 1994 بلابا في البرازيل - ) هو لاعب كرة قدم برازيلي في مركز الهجوم. لعب مع نادي أيه بي سي ونادي كروزيرو ونادي ماريتيمو.

## وصلات خارجية
- لينيكر ناكاموتا على موقع قاعدة بيانات كرة القدم.إي يو (الإنجليزية)
- لينيكر ناكاموتا على موقع Soccerway.com (الإنجليزية)
- لينيكر ناكاموتا على موقع AS.com (الإسبانية)